# Ryta Górka (Barycz)
Ryta Górka – część wsi Barycz w Polsce, położona w województwie podkarpackim, w powiecie brzozowskim, w gminie Domaradz.
W latach 1975–1998 Ryta Górka należała administracyjnie do województwa krośnieńskiego.